# Plotosus japonicus
Plotosus japonicus és una espècie de peix de la família dels plotòsids i de l'ordre dels siluriformes.

## Morfologia
Els mascles poden assolir els 18,3 cm de llargària total.

## Distribució geogràfica
Es troba al Japó.